# 榎本宮
榎本 宮（えのもと みや、1889年〈明治22年〉5月7日 - 1983年〈昭和58年〉4月10日）は、大日本帝国陸軍軍人。最終階級は陸軍少将。

## 経歴
神奈川県出身。陸軍士官学校第22期、陸軍大学校第34期卒業。1926年（大正15年）3月2日、陸軍歩兵少佐進級と同時に歩兵第59連隊附の任に就いた。1927年（昭和2年）7月に豊橋陸軍教導学校学生隊中隊長に転じ、1929年（昭和4年）8月に歩兵第30連隊大隊長、1930年（昭和5年）8月に陸軍歩兵中佐進級と同時に歩兵第30連隊附となった。1933年（昭和8年）11月に独立守備歩兵第5大隊附に転じ、1935年（昭和10年）8月、陸軍歩兵大佐に進み、1936年（昭和11年）3月に近衛師団司令部附となり、東洋大学に配属された。
1937年（昭和12年）3月に千葉連隊区司令官に就任し、1938年（昭和13年）3月に陸軍少将に進級した。1939年（昭和14年）3月には壱岐要塞司令官に転補され、1940年（昭和15年）12月2日に待命となったが、予備役編入日は不明である。

## 栄典
勲章等
- 1940年（昭和15年）8月15日 - 紀元二千六百年祝典記念章[10]